# Neosparassus festivus
Neosparassus festivus är en spindelart som först beskrevs av Ludwig Carl Christian Koch 1875.  Neosparassus festivus ingår i släktet Neosparassus och familjen jättekrabbspindlar.
Artens utbredningsområde är New South Wales. Inga underarter finns listade i Catalogue of Life.